# USS Young (DD-312)
USS Young (DD-312) là một tàu khu trục lớp Clemson được Hải quân Hoa Kỳ chế tạo vào cuối Chiến tranh Thế giới thứ nhất. Nó là chiếc tàu chiến đầu tiên của Hải quân Hoa Kỳ được đặt cái tên này và là chiếc duy nhất được đặt theo tên John Young (1740-1781), một sĩ quan hải quân từng tham gia cuộc Chiến tranh Cách mạng Hoa Kỳ. Young bị mất trong vụ Thảm họa Honda Point vào ngày 8 tháng 9 năm 1923, một vụ đắm hàng loạt các tàu khu trục do sương mù tại vùng bờ biển California.

## Thiết kế và chế tạo
Young được đặt lườn vào ngày 28 tháng 1 năm 1919 tại xưởng tàu Union Iron Works của hãng Bethlehem Shipbuilding Corporation ở San Francisco, California. Nó được hạ thủy vào ngày 8 tháng 5 năm 1919, được đỡ đầu bởi bà John R. Nolan, mang ký hiệu lườn DD-312 vào ngày 17 tháng 7 năm 1920; và được đưa ra hoạt động vào ngày 29 tháng 11 năm 1920 dưới quyền chỉ huy của Hạm trưởng, Đại úy Hải quân H. J. Ray.

## Lịch sử hoạt động
Young được trang bị tại Xưởng hải quân Mare Island cho đến tháng 12. Được phân về Đội khu trục 34 trực thuộc Hải đội Khu trục 2, Lực lượng Khu trục Hạm đội Thái Bình Dương, nó tiếp tục ở trong tình trạng không hoạt động cho đến cuối năm 1921. Nó rời San Diego, California vào ngày 14 tháng 1 năm 1922 để hướng đến Bremerton, Washington, đi ngang qua San Francisco, California, và đi đến Xưởng hải quân Puget Sound vào ngày 18 tháng 1. Sau khi được đại tu tại Puget Sound, nó rời xưởng tàu vào ngày 3 tháng 4, và về đến cảng nhà San Diego vào ngày 8 tháng 4. Nó trải qua thời gian còn lại của năm không có sự cố gì, hầu như chỉ thả neo trong cảng San Diego, thực hành chiến trận tầm ngắn, hoạt động một thời gian ngắn ngoài khơi quần đảo Coroịnados của Mexico, và thu hồi ngư lôi cho thiết giáp hạm Idaho (BB-42) trong mùa Thu năm 1922.
Thời gian ở lại cảng thay đổi trong năm tiếp theo, khi Young rời San Diego vào ngày 6 tháng 2 năm 1923 để hướng sang Panama. Trên đường đi, nó dừng một chặng ngắn tại vịnh Magdalena, địa điểm thực hành mục tiêu thường xuyên của Hạm đội Thái Bình Dương, và được tiếp nhiên liệu từ tàu chở dầu Cuyama (AO-3) trước khi tiếp tục đi về phía Nam dọc theo phía bờ biển Thái Bình Dương của vùng kênh đào Panama.
Young tham gia cuộc tập trận Vấn đề Hạm đội trong những tuần lễ tiếp theo, cuộc tập trận quy mô lớn được Hải quân Hoa Kỳ tổ chức lần đầu tiên, trong đó Hạm đội Chiến trận đối đầu với Hạm đội Tuần tiễu được tăng cường thêm một đội thiết giáp hạm. Trong cuộc tập trận, Young thực hiện bảo vệ chống tàu ngầm cho các thiết giáp hạm dreadnought của Hạm đội Chiến trận, và khi tình huống thực tập đòi hỏi đã tách ra để mô phỏng tấn công bằng ngư lôi vào các thiết giáp hạm "đối phương" thuộc Hạm đội Tuần tiễu. Sau khi kết thúc một giai đoạn của cuộc tập trận, nó đã có mặt tại kênh đào Panama, nơi Bộ trưởng Hải quân Edwin C. Denby, cùng các nghị sĩ quốc hội tháp tùng, có mặt trên chiếc tàu vận chuyển Henderson (AP-1) để thị sát hạm đội vào ngày 14 tháng 3.
Young sau đó rời vùng biển Panama vào ngày 31 tháng 3 và quay trở về đến San Diego vào ngày 11 tháng 4. Nó ở lại đây cho đến ngày 25 tháng 6, khi nó hướng lên phía Bắc, ghé qua San Francisco từ ngày 27 đến ngày 29 tháng 6, và đi đến Tacoma, Washington vào ngày 2 tháng 7. Hai ngày sau, nó gửi đội đổ bộ của nó lên bờ tham gia diễu hành tại Tacoma nhân Ngày Độc Lập. Sau khi chuyển đến Seattle, nó trải qua một giai đoạn bảo trì cặp bên mạn chiếc Melville (AD-2) từ ngày 16 tháng 7 đến ngày 17 tháng 8. Trong thời gian này, vào ngày 23 tháng 7, Tổng thống Warren G. Harding, trong một chuyến đi đến Alaska trên chiếc Henderson, đã duyệt binh hạm đội, một trong những hoạt động chính thức cuối cùng của ông trước khi từ trần không lâu sau đó.
Sau khi trải qua vài ngày tại hồ Washington sau giai đoạn bảo trì cạnh chiếc Melville, Young lại trải qua một thời gian trong xưởng tàu tại Xưởng hải quân Puget Sound trước khi lên đường đi về phía Nam hộ tống cho Đội thiết giáp hạm 4 đi đến vịnh San Francisco vào cuối tháng 8. Trên đường đi, nó thực hành tác xạ ngư lôi xuyên qua màn khói ngụy trang như một phần của việc thực tập chiến thuật.
Sau một thời gian neo đậu trong bến tàu ở San Francisco, Hải đội Khu trục 11 lên đường quay trở về San Diego vào sáng ngày 8 tháng 9. Khi các con tàu đi dọc bờ biển California, họ tiến hành thực tập chiến thuật và tác xạ trên đường đi với tốc độ 20 hải lý trên giờ (37 km/h). Cuối cùng, khi thời tiết không thuận lợi, các con tàu xếp thành đội hình hàng dọc đi theo sau soái hạm Delphy (DD-261). Không may do một sai lầm của hoa tiêu dẫn đường, cả đội hình bẻ lái sang phía Đông lúc khoảng 21 giờ 00, không ý thức được mối nguy hiểm chực chờ phía sau làn sương mù dày đặc phía trước họ. Lúc 21 giở 05 phút, vẫn đang di chuyển với vận tốc 20 hải lý trên giờ (37 km/h), Delphy va phải đá ngầm ngoài khơi; tiếp nối nhanh chóng sau đó bởi sáu tàu khác trong đội hình phía sau soái hạm. Chỉ có những phản ứng nhanh chóng của các tàu phía sau cùng mới tránh được thảm họa tổn thất toàn bộ đội tàu.
Tuy nhiên, Young nằm trong số những con tàu bị thương vong. Lườn tàu bị xé rách bởi những mỏm đá ngầm nhọn, đồng thời nó cũng va vào một trong những chân vịt vẫn đang quay của chiếc Delphy, khiến bị hư hại thêm. Con tàu bị lật nghiêng qua mạn phải chỉ trong vòng một phút rưỡi, làm mắc kẹt nhiều người trong phòng động cơ và phòng nồi hơi bên dưới. Hạm trưởng chỉ huy con tàu, Thiếu tá Hải quân William L. Calhoun, biết rằng không có đủ thời gian để hạ thủy các xuồng hay bè cứu sinh trong khi độ nghiêng của con tàu tăng lên một cách nguy hiểm sau khi mắc cạn. Ông truyền miệng, thông qua Hạm phó, Đại úy Hải quân E. C. Herzinger và Thượng sĩ Arthur Peterson, mệnh lệnh chuyển sang mạn trái, bám chắc vào con tàu và không được nhảy ra khỏi tàu.
Trong khi những người sống sót cố bám vào những chỗ nấp tạm bợ, trơn trợt và bị sóng đánh, Thượng sĩ Peterson đề nghị sẽ bơi một quãng 100 thước Anh (91 m) đến một vách đá lộ ra ở phía Đông được gọi là Bridge Rock. Trước khi anh làm được điều này, chiếc tàu chị em Chauncey (DD-296) may mắn lại mắc cạn giữa Young và Bridge Rock, rút ngắn đáng kể con đường thoát hiểm; hai con tàu cách nhau 75 thước Anh (69 m). Khi thời cơ đến, Peterson lao xuống nước cùng một sợi dây và bơi qua những đợt sóng dữ để đến được Chauncey, vốn cũng mắc cạn nhưng trong một tình trạng dễ chịu hơn nhiều vì nó ở vị thế cân bằng. Thủy thủ của Chauncey kéo Peterson lên tàu và giữ chặt đoạn dây. Sau đó một bè cứu sinh chở được bảy người được thả từ Chauncey để lần đến Young theo đoạn dây, hoạt động như một chiếc phà giữa hai con tàu. Chiếc bè đã thực hiện tổng cộng 11 chuyến đi, đưa 70 người sống sót của Young đến được an toàn. Đến 23 giờ 30 phút, những người cuối cùng của Young rời tàu, trong đó có Thiếu tá Calhoun và Đại úy Herzinger, người quay trở lại tàu sau khi ở trong lượt bè thoát hiểm đầu tiên.

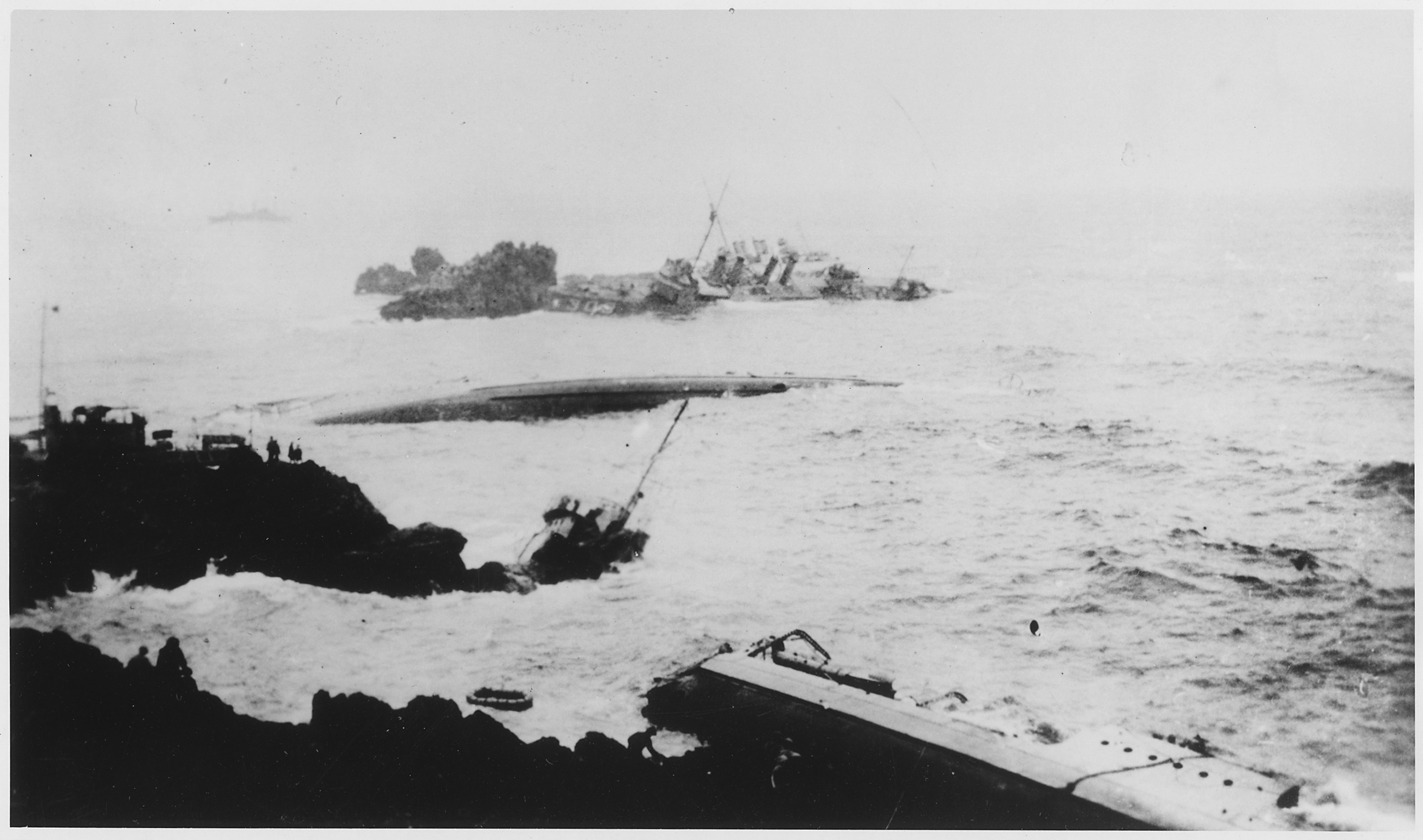
USS Young bị lật úp (giữa) tại Honda Point.

Trong báo cáo điều tra về Thảm họa Honda Point, Ủy ban Điều tra đã tuyên dương Thiếu tá Calhoun, Đại úy Herzinger và Thượng sĩ Peterson. Chuẩn đô đốc S. E. W. Kittelle, Tư lệnh Hải đội Khu trục, cho rằng "Sự tỉnh táo, thông minh, khả năng chỉ huy của các chỉ huy tàu và lòng dũng cảm của Peterson đã cứu sống ba phần tư thủy thủ đoàn, giúp giảm đáng kể tổn thất về nhân mạng". Thủy thủ J. T. Scott cũng được tuyên dương do đã nỗ lực khóa các van dầu chính, giúp tránh được một vụ nổ nồi hơi, và tình nguyện đi xuống các hầm bên dưới tìm cách cứu những người bị mắc kẹt trong phòng động cơ và phòng nồi hơi. Nước dâng lên quá nhanh qua các lỗ thủng đã khiến anh không thể hoàn thành công việc này, nhưng anh đã sống sót.
Hai mươi người của Young đã thiệt mạng trong tai nạn này, là tổn thất nhân mạng cao nhất trong số các con tàu bị đắm trong Thảm họa Honda Point. Young được cho xuất biên chế vào ngày 26 tháng 10 năm 1923, và tên nó được rút khỏi danh sách Đăng bạ Hải quân vào ngày 20 tháng 11 năm 1923.